# NGC 6240
NGC 6240 este o luminous infrared galaxy[*] situată în constelația Ophiuchus. A fost descoperită în 12 iulie 1871 de către Édouard Stephan[*]. Se află la o distanță de 400.000.000 al de Pământ.